# Beni flygplats
Beni flygplats är en statlig flygplats vid staden Beni i Kongo-Kinshasa. Den ligger i provinsen Norra Kivu, i den nordöstra delen av landet, 1 700 km öster om huvudstaden Kinshasa. IATA-koden är BNC och ICAO-koden FZNP. Beni flygplats hade 3 612 starter och landningar (varav 3 389 inrikes) med totalt 9 501 passagerare (samtliga inrikes), 5 ton inkommande frakt (all inrikes) och 22 ton utgående frakt (all inrikes) 2015.